# Рио Креспо
Рио Креспо (на португалски: Rio Crespo) е град — община в северната част на бразилския щат Рондония. Общината е част от икономико-статистическия микрорегион Арикемис, мезорегион Източна Рондония. Населението на общината към 2010 г. е 3316 души, а територията е 1718 km² (2 д./km²).

## История
Градът възниква с проекта НУАР Кафеландия, част от проекта за заселване Деодоро/Инкра.
С името Рио Креспо е основана общината по силата на закон № 376, от 13 февруари 1992, след като се отделя от Арикемис и Порто Вельо. Подписан е от тогавашния щатски губернатор Освалдо Пиана Фильо.
Рио Креспо е важен земеделски център; отличава се с производството на кафе (Coffea arabica).